# Międzynarodowe drogi w Polsce

Drogi europejskie przebiegające przez Polskę

Międzynarodowe drogi w Polsce – europejskie drogi międzynarodowe przebiegające przez Polskę, łączące Europą Zachodnią i Południową z państwami wschodniej części kontynentu: Białorusią, Litwą, Ukrainą i Rosją oraz innymi państwami.
Międzynarodowe drogi samochodowe w Polsce:
E-28:
- A6, S6, DK6: Kołbaskowo – Szczecin – Goleniów (wspólny fragment z E65) – Kołobrzeg – Koszalin – Słupsk – Gdynia – Gdańsk
- S7: Gdańsk – Elbląg
- S22: Elbląg – Grzechotki

E-30: Świecko – Jordanowo (Świebodzin) – Poznań – Konin – Stryków – Warszawa – Siedlce – Biała Podlaska – Kukuryki
E-36: Olszyna – Golnice – Krzyżowa
E-40 (A4): Zgorzelec – Legnica – Wrocław – Opole – Gliwice – Katowice – Jaworzno – Kraków – Tarnów – Dębica – Rzeszów – Jarosław – Przemyśl – Korczowa (granica)
E-65: Świnoujście – Szczecin – Gorzów Wielkopolski – Międzyrzecz – Świebodzin – Zielona Góra – Nowa Sól – Polkowice – Lubin – Legnica – Jawor – Jelenia Góra – Szklarska Poręba
E-67: Budzisko – Suwałki – Ełk – Łomża – Warszawa – Piotrków Trybunalski – Łódź – Wrocław (Autostradowa Obwodnica Wrocławia) do Kudowy-Zdroju
E-75: Gdańsk – Łódź – Piotrków Trybunalski – Górnośląski Okręg Przemysłowy – Bielsko-Biała – Cieszyn
E-77: Gdańsk – Elbląg – Warszawa – Radom – Kielce – Kraków – Chyżne
E-261 (S5): Świecie – Bydgoszcz – Gniezno – Poznań – Wrocław
E-371: Radom – Ostrowiec Świętokrzyski – Rzeszów – Barwinek
E-372: Warszawa – Lublin – Zamość – Hrebenne
E-373: Lublin – Chełm – Dorohusk
E-462: Cieszyn – Bielsko-Biała – Tychy – Mysłowice – Jaworzno – Chrzanów – Kraków-Balice

## Drogi międzynarodowe w budowie
- Via Baltica: Warszawa-Ostrów Mazowiecka-Łomża-Ełk-Suwałki-Budzisko
- Via Carpatia: Białystok-Lublin-Rzeszów-Barwinek